# Nesochoris
Nesochoris là một chi bướm đêm thuộc họ Tortricidae.

## Các loài
- Nesochoris brachystigma  Clarke, 1965
- Nesochoris holographa  Clarke, 1965